# ماثيو ميلر (صحفي)
ماثيو ميلر (بالإنجليزية: Matthew Miller)‏ هو صحفي أمريكي، ولد في 1962 في نيويورك في الولايات المتحدة.

## وصلات خارجية
- الموقع الرسمي
- ماثيو ميلر على موقع إن إن دي بي (الإنجليزية)